# Autobahndreieck Werder
Das Autobahndreieck Werder (Abkürzung: AD Werder; Kurzform: Dreieck Werder) ist ein Autobahndreieck in Brandenburg in der Metropolregion Berlin. Es bindet die Bundesautobahn 2 (Oberhausen–Hannover–Berlin) an die Bundesautobahn 10 (Berliner Ring) an.

## Geographie
Das Dreieck liegt auf der Gemarkung des Ortes Göhlsdorf in der Gemeinde Kloster Lehnin im Landkreis Potsdam-Mittelmark. Die umliegenden Städte und Gemeinden sind Groß Kreutz, Beelitz und Werder (Havel). Es befindet sich etwa 45 km südwestlich der Berliner Innenstadt, etwa 20 km südwestlich von Potsdam und etwa 85 km östlich von Magdeburg.
Es liegt unweit der Einzugsgebiete der Naturparks Nuthe-Nieplitz und Hoher Fläming.
Das Autobahndreieck Werder trägt auf der A 10 die Anschlussstellennummer 21, auf der A 2 die Nummer 81.

## Geschichte
Die A 10 in Richtung Norden und die A 2 wurden 1936, die A 10 in Richtung Südosten 1937 freigegeben. Das Dreieck wurde als linksgeführte Trompete gebaut, nach dem Umbau von 1996 bis 1999 wurde diese jedoch durch ein vollständiges Dreieck ersetzt. Die ursprüngliche Bauform ist auch heute noch durch den Baumbewuchs gut zu erkennen. Zu DDR-Zeiten hieß dieses Autobahndreieck Abzweig Magdeburg und war Teil der Transitstrecke zwischen West-Berlin und dem Grenzübergang Helmstedt/Marienborn. In den 1950er Jahren war die Bezeichnung Brandenburger Abzweig üblich.

## Bauform und Ausbauzustand
Die A 2 ist sechsstreifig ausgebaut, die A 10 zum Autobahndreieck Potsdam ebenfalls. Die A 10 zum Autobahndreieck Havelland ist vierstreifig ausgeführt. Alle Verbindungsrampen sind zweispurig ausgeführt.
Das Dreieck wurde als vollständiges Dreieck in Full-Y Form angelegt.
Die Haupttrasse führt in einem Schwenk nach Osten und verbindet die östliche A 10 mit der nach Westen verlaufenden A 2.

## Verkehrsaufkommen
Das Dreieck wird täglich von rund 80.000 Fahrzeugen befahren.
| Von               | Nach                  | Durchschnittliche tägliche Verkehrsstärke | Durchschnittliche tägliche Verkehrsstärke | Durchschnittliche tägliche Verkehrsstärke | Anteil Schwerlastverkehr | Anteil Schwerlastverkehr | Anteil Schwerlastverkehr |
| Von               | Nach                  | 2005                                      | 2010                                      | 2015                                      | 2005                     | 2010                     | 2015                     |
| ----------------- | --------------------- | ----------------------------------------- | ----------------------------------------- | ----------------------------------------- | ------------------------ | ------------------------ | ------------------------ |
| AS Lehnin (A 2)   | AD Werder             | 58.400                                    | 53.600                                    | 60.000                                    | 20,5 %                   | 24,2 %                   | 22,1 %                   |
| AS Glindow (A 10) | AD Werder             | keine Daten                               | 63.500                                    | 67.000                                    | keine Daten              | 23,2 %                   | 24,2 %                   |
| AD Werder         | AS Groß Kreutz (A 10) | 27.900                                    | 27.900                                    | 32.600                                    | 19,3 %                   | 19,7 %                   | 18,7 %                   |